# Vagabundos
Es la primera novela de la escritora china Hao Jingfang traducida al inglés por Ken Liu. Publicada en castellano por Nova con traducción de Agustín Alepuz Morales en el 2020. Nominada al Premio Arthur C. Clarke en 2021.

## Contexto
Marte declarara su independencia de la Tierra y establece su propia república. Marte desarrolla una sociedad comunista más planificada, y la Tierra desarrolla un sistema de libre mercado. Un siglo después ambos planetas, con sistemas sociopolíticos y económicos incompatibles aún mantienen una relación tensa.

## Argumento
Un grupo de adolescentes marcianos que son enviados a la Tierra como parte de una delegación, con el objetivo de intentar reconciliar los dos mundos. Sin embargo, al regresar a Marte, estos jóvenes se encuentran atrapados entre las realidades y las expectativas de ambos planetas, incapaces de ofrecer una esperanza de coexistencia pacífica. Las negociaciones se rompen y las viejas hostilidades resurgen.

## Personajes
- Luo Ying: una bailarina marciana y nieta del gobernador general de Marte. Forma parte de la delegación juvenil enviada a la Tierra.
- Gobernador General de Marte: abuelo de Luo Ying.Figura de autoridad en Marte. Encarna la rigidez y el pragmatismo de la política marciana.
- Fotógrafo de la Tierra.

## Temas
Aunque clasificada como ciencia ficción, esta novela es más bien un thriller político y una novela de tesis que explora las complejidades de diferentes sistemas sociales y económicos, las tensiones entre la libertad individual y el bien común, y la búsqueda de la verdad en medio de la propaganda y los conflictos ideológicos. Un tema que destaca son las luchas de los personajes por comprender su lugar en un mundo sobre el que tienen muy poco control. 
Vagabundos trata sobre las dificultades de la migración. Al regresar a casa, Luoying y sus amigos descubren que ya no pertenecen a ninguno de los dos mundos. Su tiempo fuera de Marte los había vuelto diferentes. Habían absorbido la filosofía occidental de la Tierra y ahora luchan en la supuesta sociedad marciana utópica. La lenta comprensión de que ya no encajan en su propio planeta se ofrece como un comentario, incluso cuando cabría esperar un estallido de emoción, pero no hace que el sentimiento sea menos crudo y conmovedor. Son verdaderos vagabundos, sin lugar ni siquiera idioma propio.

## Recepción
La revista Windumanoth reseña: «Un volumen que busca remover el pensamiento con una conclusión abierta a las interpretaciones y situaciones personales de cada persona que lo lea. Quizá sea una piedra más en el individualismo mientras soñamos un futuro mejor».